# Donald Geman

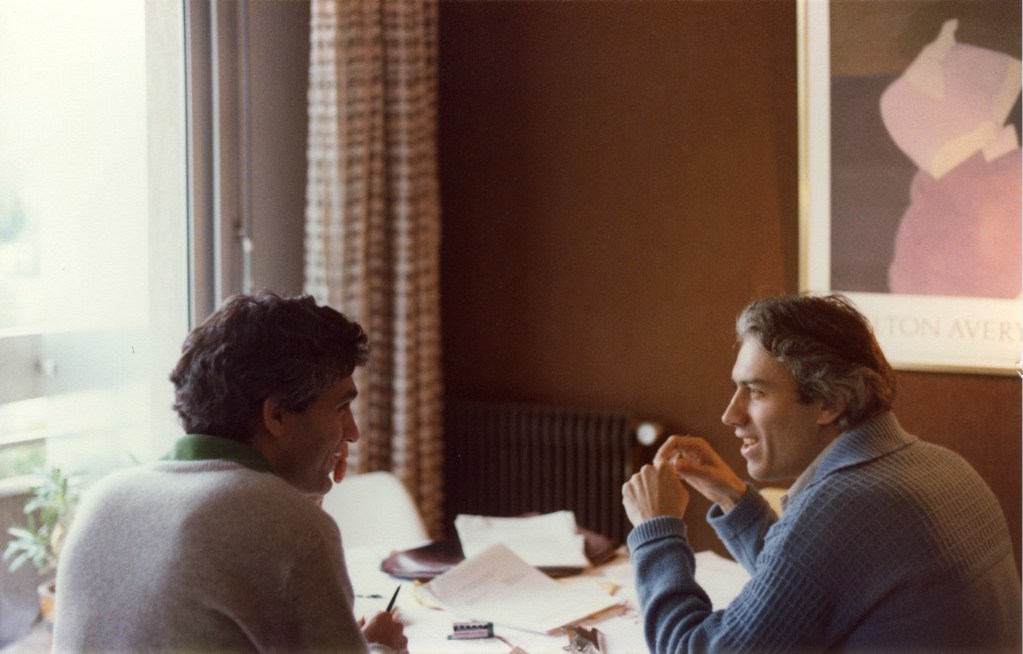
Donald Geman (rechts) 1983 in Paris

Donald Jay Geman (* 20. September 1943 in Chicago) ist ein US-amerikanischer Mathematiker.
Geman studierte Englische Literatur an der University of Illinois at Urbana-Champaign mit dem Bachelor-Abschluss 1965 und wurde 1970 bei Michael Barry Marcus an der Northwestern University in Mathematik promoviert (Horizontal-window conditioning and the zeros of stationary processes). Ab 1970 lehrte er an der University of Massachusetts at Amherst, an der er 2001 als Distinguished Professor emeritiert wurde. Er war danach Professor an der Johns Hopkins University und war auch regelmäßig seit 2001 Gastprofessor an der École normale supérieure de Cachan in Paris.
Er befasst sich mit Maschinenlernen, Computersehen, Bildverarbeitung, Bioinformatik  und statistischen Methoden. In einer hochzitierten Arbeit mit seinem Bruder Stuart Geman führte er 1984 Gibbs-Sampling ein und wandte den Algorithmus in der Bildverarbeitung an. Mit Y. Amit führte er in den 1990er Jahren randomisierte Entscheidungsbäume ein (Random Forests, Decision Forests).
Er ist Fellow des Institute of Mathematical Statistics und der SIAM und Mitglied der National Academy of Sciences. Er gehört zu den ISI Highly Cited Researchers.

## Schriften (Auswahl)
- mit Joseph Horowitz: Occupation densities,  Annals of Probability, Band 8, 1980, S. 1–67
- D. Geman, S. Geman: Stochastic Relaxation, Gibbs Distributions, and the Bayesian Restoration of Images,  IEEE Transactions on Pattern Analysis and Machine Intelligence, Band 6, 1984, S. 721–741
- mit S. Geman, C. Graffigne, P. Dong: Boundary detection by constrained optimization, IEEE transactions on pattern analysis and machine intelligence, Band 12, 1990, S.  609–628
- Random fields and inverse problems in imaging, Ecole d'ete de Probabilites de Saint-Flour XVIII-1988, Springer, Lecture Notes in Mathematics, 1990,  S. 113–193
- mit G. Reynolds: Constrained restoration and the recovery of discontinuities, IEEE Transactions on pattern analysis and machine intelligence, Band 14, 1992, S. 367–383
- mit C. Yang: Nonlinear image recovery with half-quadratic regularization, IEEE Transactions on Image Processing, Band 4, 1995, S. 932–946
- mit B. Jedynak: An active testing model for tracking roads in satellite images, IEEE Transactions on Pattern Analysis and Machine Intelligence, Band 18, 1996, S. 1–14
- mit Y. Amit: Shape quantization and recognition with randomized trees, Neural computation, Band 9, 1997, S. 1545–1588
- mit J. T. Leek u. a.: Tackling the widespread and critical impact of batch effects in high-throughput data, Nature Reviews Genetics, Band 11, 2010, S. 733–739